# Választási földrajz
A választási földrajz a politikai földrajz egyik speciális ága, amely a választások földrajzi vonatkozásait tanulmányozza. Ennek során vizsgálja, hogyan oszlanak meg a választói preferenciák és politikai támogatottságok különböző térségekben, milyen tényezők befolyásolják ezeket a területi különbségeket, és hogyan hat a földrajzi környezet a választások eredményeire.
A választási földrajz főbb vizsgálati területei a következők:

Egy ausztrál választókerület Newcastle-ben, Új-Dél-Wales államban

- Szavazói magatartás térbeli mintái: hogyan szavaznak az emberek különböző régiókban, és milyen politikai pártok vagy jelöltek kapnak nagyobb támogatást egyes területeken. Ezeket a mintákat gyakran kulturális, gazdasági, történelmi vagy demográfiai tényezők befolyásolják.[2]
- Választási körzetek határai: a választókerületek meghatározása és határai fontos szerepet játszanak abban, hogyan oszlik meg a politikai képviselet. A választási földrajz elemzi, hogyan befolyásolhatja a körzetek elosztása a választások kimenetelét (pl. a gerrymandering jelenség révén, amikor a körzethatárok módosításával előnyben részesítenek egy pártot).[3][4]
- Térbeli polarizáció: a politikai vélemények, pártpreferenciák és ideológiák földrajzi alapú elkülönülése. Ez azt jelenti, hogy egyes területeken például a baloldali pártok dominálnak, míg más területeken a jobboldaliak, ami növeli a politikai polarizációt.[5]
- Regionális különbségek okai: olyan tényezők vizsgálata, amelyek a választói preferenciák területi különbségeit okozzák, beleértve a gazdasági fejlettséget, városi-rurális eltéréseket, társadalmi osztályokat, oktatási szintet és etnikai összetételt.
- Választási rendszerek hatása: annak elemzése, hogy különböző választási rendszerek (pl. arányos képviselet, egyéni választókerületek rendszere) hogyan alakítják a politikai térképet és a választások földrajzi kimenetelét.[6][7]

A választási földrajz segítségével a kutatók mélyebb megértést nyerhetnek arról, hogy a földrajzi környezet és a társadalmi-gazdasági helyzet hogyan hat a politikai döntésekre és a választások kimenetelére. Ennek révén a politikai elemzők, döntéshozók és választási stratégák jobban megérthetik a választási eredmények területi különbségeit, és alkalmazhatják ezt a tudást a választási kampányok tervezésében vagy a választókerületek újrarajzolásában.